# クーガー (スラング)

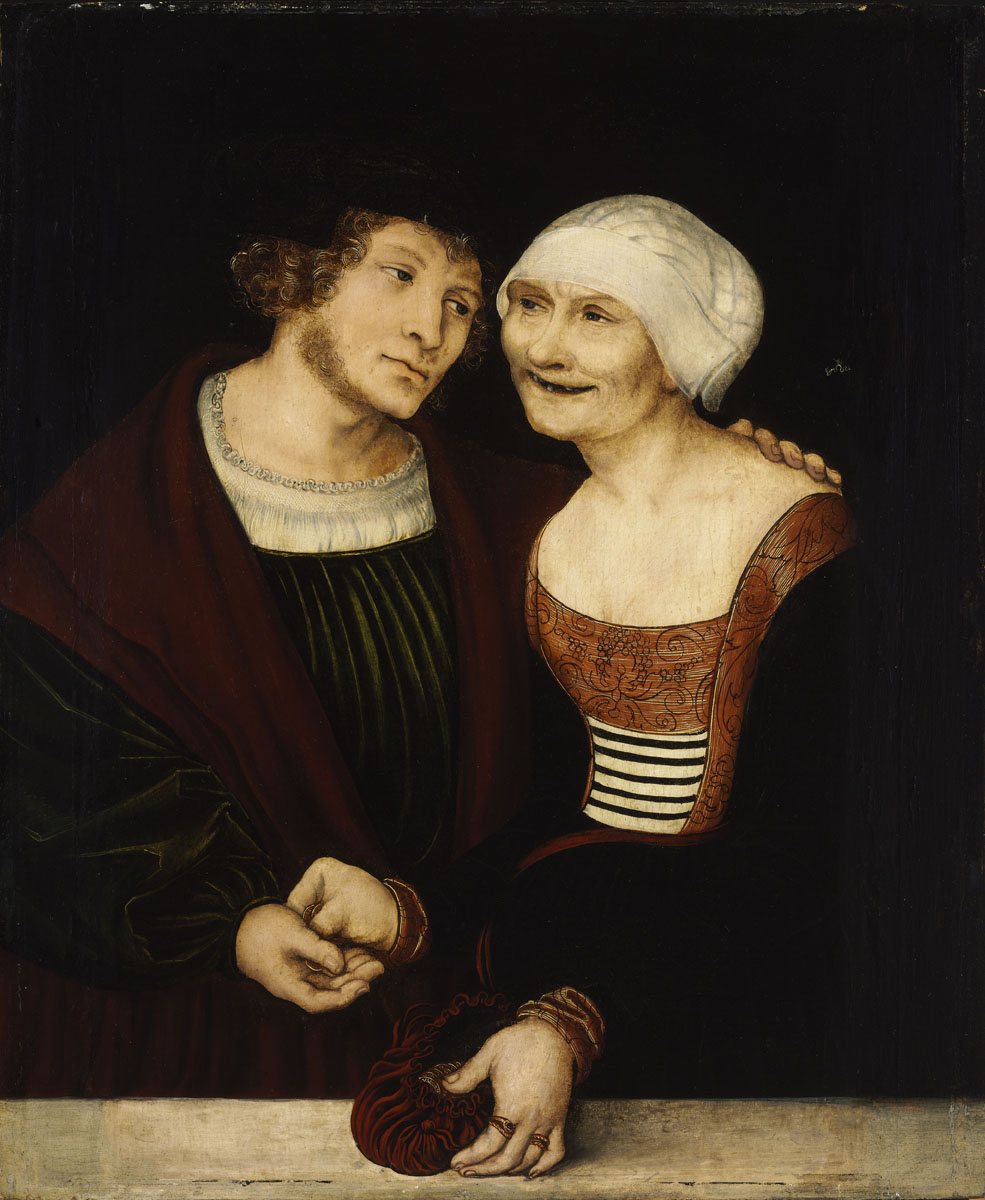
ルーカス・クラナッハ (父)の「The unlikely couple (Young Man and Old Woman)」、ブダペスト国立西洋美術館所蔵

クーガー（英、Cougar）とは、かなり若い男性との性行為を求める女性のスラングを指す。

## 用語と年齢
スラング用語としてのCougarの起源については議論があるが、カナダ西部が発祥の地とされていて、カナダの出会い系サイトCougardate.comで初めて活字になったとされている。また、「ブリティッシュコロンビア州のバンクーバーで、バーに行って夜の終わりに残った人と一緒に帰るような年配の女性を揶揄して生まれた」とも言われている。
この用語は、14歳以上も離れた年下の男性と性的関係を持つ中年女性にさまざまな形で適用されている。

## アカデミア
「Evolution and Human Behavior」誌に掲載された2010年の英国の心理学研究によると、一般的に男女は結婚相手を探す際に伝統的な性別の役割に従うとされていて、「クーガー現象」は存在しないか、正確には存在しても稀であると結論づけられている。研究によると、男性の多くは若くて肉体的に魅力的な女性を好み、女性の多くは年齢に関係なく、同年代かそれ以上の成功して地位を築いた男性を好むことが判明した。また、年上の女性が年下の男性を追いかけたり、逆に年下の男性が年上の女性を追いかけるといったことは、ほとんどなかった。ただし、この研究は、年上や年下のパートナーを探している人が伝統的に利用していないオンライン出会い系サイトのプロフィールに限定していることや、米国を調査研究対象から外していることなどから批判もされている。

## メディア
クーガーのコンセプトは、テレビ番組や広告、映画などで使われている。2007年に公開された映画『アメリカン・ホストクラブ（原題：Cougar Club）』はこのテーマに特化したもので、2009年春にはTV Landが女性がデート相手を選ぶ『The Cougar』というリアリティ番組を放映した。2009年のシットコム『クーガータウン』は、もともと多くのいわゆるクーガーとされる女性たちの苦労と癒えぬ傷をテーマにしていた。『卒業』（1967年）では、既婚の母親がはるかに若い男性（映画では21歳）を追いかけている。ソープオペラ『デイズ・オブ・アワ・ライブス』では、登場人物のイヴ・ドノヴァンが、はるかに若いJ・J・デヴローと何度も寝ているクーガーである。
「クーガー現象」と呼ばれる現象は、マドンナ、サム・テイラー＝ジョンソン、デミ・ムーアなど、現代の華やかなセレブによく見られる。しかし、影響力のある女性が年下の男性と交際する傾向は、歴史を遡るとクレオパトラ、エカチェリーナ2世、エリザベス1世などの著名な人物にも見られると言われている。

## 参照
- 性的関係における年齢差（英語版）
- エイジプレイ
- エフェボフィリア
- 進化心理学
- ジゴロ
- ゴールドディギング
- ヒンボ（英語版） - 見た目はよいが、頭が悪い男性を指す言葉で、女性の場合はビンボ (俗語)（英語版）となる。
- ジェイルベイト（英語版） - 承諾年齢に達していない子どもをさすスラング。
- MILF (スラング)
- ファイドラコンプレックス（英語版）
- シュガーベイビー
- 取り引き的性交 - 日本における類似概念として援助交際がある